# Hidden Aces
Hidden Aces è un film del 1927, diretto da Howard M. Mitchell.

## Trama
La principessa Smetana Orloff, dalla Russia, giunge a San Francisco, dove viene ospitata dal suo amico Serge Demidoff. I due fanno la conoscenza di Natalie Knowles, che ritengono talmente fidata da assumere come segretaria, alla quale riservano una camera in casa. Larry Hutchdale presume che la Orloff abbia portato con sé i suoi famosi gioielli, su cui vorrebbe mettere le mani; egli conosce per fama Natalie, e sa che anche la donna ha di mira il tesoro della principessa.
Hutchdale, spacciandosi per un gioielliere di nome Harold Montgomery, si presenta da Demidoff, e si dimostra interessato ai preziosi. Demidoff gli chiede come egli faccia innanzitutto a supporre che lui è in possesso di qualsivoglia gioiello; Hutchdale risponde di aver incontrato la principessa, che gli avrebbe riferito l'intenzione di vendere i propri preziosi. Ci azzecca, perché Demidoff, consegnando il foglietto sul quale è scritta la combinazione alla segretaria, le fa aprire la cassaforte, mostra i gioielli a Hutchdale, e, sulla semplice dichiarazione di Natalie che asserisce – forse per non perdere l'occasione di impadronirsene lei stessa -  che Montgomery è un uomo fidato, è pronto ad affidarglieli per la vendita, dopo il party dell'indomani sera, nel quale le gioie sarebbero state mostrate agli invitati. Prima di lasciare la casa, Hutchdale si impadronisce del biglietto sul quale è scritta la combinazione. Natalie, una volta scoperto il fatto, fa intervenire il detective privato Thomas Burke, che manda due dei suoi migliori uomini sul posto, a sorvegliare.
Mezzanotte. Hutchdale penetra a casa di Demidoff, gabbando facilmente gli uomini di Burke, con l'intento di rubare i gioielli. Scopre che più di una persona è affaccendata nella stessa operazione, fra cui Natalie. È costei, alla fine, ad aprire la cassaforte (forse si ricorda la combinazione a memoria), ma, sentendo sopraggiungere Demidoff, ripone il sacchetto contenente i preziosi nel vano del forziere, lasciandolo aperto. Demidoff si avvede del tentativo di furto, e avverte la polizia. Ma intanto Hutchdale è fuggito, e Natalie si è ritirata.
La sera del party, i gioielli vengono di nuovo trafugati, e, nella magione di Demidoff e nell'annesso amplio parco, passano freneticamente di mano in mano, da Hutchinson, a Natalie, agli uomini di Burke, ad altri non identificabili ladri. Giunge il capitano di polizia Hyatt e nota la presenza di Natalie Knowles, ben conosciuta dalle forze dell'ordine perché sempre presente quando in passato si è trattato di furto di gioielli. È lei a venire accusata, in ogni caso è lei a venir inseguita quando si allontana in auto. Hutchdale la raggiunge, ma ormai sono braccati dalla polizia. Il sacchetto che si supponeva contenesse i gioielli si rivela essere pieno di noccioline. Ma i due – che intanto hanno improvvisamente scoperto il loro amore reciproco - vengono arrestati.
L'indomani, davanti al giudice istruttore, Hutchdale svela di essere dei servizi segreti, e di aver scoperto che i gioielli – che nel frattempo sono ricomparsi - non provengono dalla Russia, ma sono stati rubati tempo prima al consolato britannico di Shanghai; a sua volta Natalie dice di essere di Scotland Yard . Mentre la principessa e Demidoff vengono portati via, i due si giurano amore eterno.

## Produzione
La pellicola, per l'uscita statunitense, constava di 5 rulli per una lunghezza totale di 1408 metri.

## Distribuzione
Distribuito dalla Pathé Exchange, il film è uscito nelle sale cinematografiche statunitensi il 7 agosto 1927.
Hidden Aces è stato edito in VHS a cura della Grapevine Video. La Alpha Video ne ha curato l'uscita in DVD nel 2016 (insieme a The Prince of Pep, di Jack Nelson, del 1925).

## Accoglienza
Su The Film Daily del 21 agosto 1927 possiamo leggere: "Dramma del mistero. (…) L'azione è rapida anche se non del tutto convincente, e la fine presenta una doppia sorpresa (…) Le sfuggenti manovre del protagonista Hutchinson forniscono un motivo di interesse aggiunto, il che è una risorsa per un film prevalentemente concepito alla vecchia maniera."
Su Variety del 31 agosto 1917 si legge: "Storia di criminalità, ben gestita, meglio dal punto di vista della sua costruzione e per gli aspetti tecnici che per quanto riguarda la recitazione, il che rovescia l'usuale gerarchia. La novità qui consiste nel fatto che il sottofondo di forte dramma di malavita contrasta con inaspettati momenti di commedia. Ogni volta che l'azione raggiunge un teso punto culminante, fa un'improvvisa svolta sul lato comico, e la sorpresa dà al tutto un certo interesse. La caratterizzazione dei personaggi è ben sviluppata, in maniera soffice e non intrusiva. (…) La storia avrà probabilmente maggior successo presso il pubblico esperto del genere, piuttosto che con i più sprovveduti, che in genere lamentano l'introduzione dell'ironia all'interno del dramma."